# 보이드 (디스크자키)
보이드는 대한민국의 DJ다.

## 방송
- WET! (2023)

## 음반
- Brass Attack (2021)

## 기타
- Arkins, Boyd <Cupcake (Original Mix)> (2021) - 작사/작곡/편곡